# Médersa de l'émir Alim Khan
La médersa de l'émir Alim khan (Amir Olimkhana, Amir Olimkhon) (ouzbek : Amir Olimxon madrasasi) est une médersa, fondée en 1915 à Boukhara (Ouzbékistan) dans la capitale de l'époque de l'émirat de Boukhara, par le dirigeant ouzbek Alim Khan.

## Histoire
La médersa a été édifiée en 1914-1915 à l'emplacement des Bains Kazi Kalian. La salle couverte de la coupole octaédrique subsiste encore aujourd'hui. Elle a été construite avec les fonds du dernier émir de Boukhara Alim Khan.
Elle est située du côté sud de la place Po i Kalon, à côté de la médersa Mir-i Arab.
Elle a été fermée au début de la période soviétique de l'Ouzbékistan. Depuis le début de l'année 1924 le bâtiment a servi de bibliothèque de la ville, puis de la jeunesse  (bibliothèque Pavlik Morozov),.
La médersa est reprise aujourd'hui dans la liste du patrimoine culturel matériel et culturel de l'Ouzbékistan.